# Idioma saponi
El saponi es una lengua papú extinta anteriormente hablada en la parte occidental de Irian Jaya en Indonesia. Comparte  la mitad de su vocabulario básico con el idioma rasawa, pero está claro que estas dos lenguas estén emparentdas. El saponi no comparte ninguno de los pronombres con las lenguas de la Llanura de los lagos a la que el rasawa pertenece, de hecho sus pronombres básicos mamire 'yo, nosotros' y ba 'tú' son reminiscentes de las formas encontradas en las lenguas de Doberai oriental *meme 'nosotros' y *ba 'tú'.